# اتفاقية البريمي 1853
تقع البريمي في قلب عمان التاريخية (التي تضم سلطنة عمان ودولة الإمارات العربية المتحدة)، وعندما طلبت الإمارات العربية المتحدة من المملكة العربية السعودية تأييدها عند نشوء اتحادها برزت المشكلة الحدودية القديمة والتي تعود جذورها إلى بدايات القرن التاسع عشر
ذكرت المصادر العثمانية أنه في عام 1269 هـ الموافق 1853، تم التوقيع على اتفاقية البريمي بين الأمير عبد الله بن فيصل نائباً عن والده الأمير فيصل بن تركي والسيد هلال بن سعيد البوسعيدي نيابةً عن السيد ثويني بن سعيد البوسعيدي. وكان من الشهود على الاتفاقية الشيخ سعيد بن طحنون

## الهوامش
1. ↑  مجموعة أدجيكو القابضة [وصلة مكسورة] نسخة محفوظة 17 أبريل 2014 على موقع واي باك مشين.
2. ↑  العنقري، حمد بن عبد الله (1429 هـ). أبو ظبي في الوثائق العثمانية. مجلة الدارة, السنة (35)، العدد (3)، ص 58